# Ilmatsalu
Ilmatsalu (tyska: Ilmazahl) är en småköping (estniska: alevik) som utgör centralort i Tähtvere kommun i landskapet Tartumaa i sydöstra Estland. Orten ligger söder om sjön Ilmatsalu paisjärv, som utgör en fördämning av vattendraget Ilmatsalu jõgi.
Väster om småorten Ilmatsalu ligger byn Ilmatsalu.
I kyrkligt hänseende hör orten till Tartu Maria församling inom den Estniska evangelisk-lutherska kyrkan.